# Kanuslalom-Europameisterschaften 2010
Die Kanuslalom-Europameisterschaften 2010 fanden in Bratislava, Slowakei, unter der Leitung des Europäischen Kanuverbandes (ECA) statt. Es war die 11. Ausgabe des Wettbewerbs und sie fanden vom 13. bis zum 15. August 2010 statt. Ursprünglich sollten die Wettbewerbe bereits im Juni stattfinden, mussten jedoch wegen des Hoachwassers der Donau, an der das Čunovo Water Sports Centre liegt, nach nur wenigen Athleten abgebrochen werden.

## Ergebnisse
Insgesamt wurden neun Wettbewerbe austragen.

### Männer

#### Canadier
| Wettbewerb | Gold                                                                                             | Gold   | Silber | Silber | Bronze | Bronze |
| ---------- | ------------------------------------------------------------------------------------------------ | ------ | --- | ------ | --- | ------ |
| C1         | Michal Martikán                                                                                  | 90,06  | Matej Beňuš                                                                                                  | 92,10  | Alexander Slafkovský                                                                                               | 93,89  |
| C1 Team    | SlowakeiMichal Martikán Alexander Slafkovský Matej Beňuš                                         | 112,73 | TschechienJan Mašek Michal Jáně Stanislav Ježek                                                              | 116,94 | FrankreichTony Estanguet Denis Gargaud Chanut Nicolas Peschier                                                     | 119,63 |
| C2         | SlowakeiLadislav Škantár/Peter Škantár                                                           | 101,21 | TschechienJaroslav Volf/Ondřej Štěpánek                                                                      | 102,38 | Vereinigtes KönigreichDavid Florence/Richard Hounslow                                                              | 103,38 |
| C2 Team    | TschechienTomáš Koplík & Jakub Vrzáň Lukáš Přinda & Jan Havlíček Jaroslav Volf & Ondřej Štěpánek | 124,67 | PolenPaweł Sarna & Dawid Dobrowolski Patryk Brzeziński & Dariusz Chlebek Marcin Pochwała & Piotr Szczepański | 128,34 | Vereinigtes KönigreichTim Baillie & Etienne Stott David Florence & Richard Hounslow Daniel Goddard & Colin Radmore | 133,13 |

#### Kajak
| Wettbewerb | Gold                                                    | Gold   | Silber                                                      | Silber | Bronze                                        | Bronze |
| ---------- | ------------------------------------------------------- | ------ | ----------------------------------------------------------- | ------ | --------------------------------------------- | ------ |
| K1         | Peter Kauzer                                            | 87,82  | Jure Meglič                                                 | 87,97  | Vavřinec Hradilek                             | 89,85  |
| K1 Team    | PolenDariusz Popiela Grzegorz Polaczyk Mateusz Polaczyk | 108,49 | DeutschlandHannes Aigner Alexander Grimm Sebastian Schubert | 108,98 | SlowenienPeter Kauzer Dejan Kralj Jure Meglič | 110,86 |

### Frauen

#### Canadier
| Wettbewerb | Gold            | Gold   | Silber        | Silber | Bronze        | Bronze |
| ---------- | --------------- | ------ | ------------- | ------ | ------------- | ------ |
| C1         | Katarína Macová | 160,13 | Jana Dukátová | 170,05 | Caroline Loir | 183,29 |

#### Kajak
| Wettbewerb | Gold                                                           | Gold   | Silber                                                    | Silber | Bronze                                                  | Bronze |
| ---------- | -------------------------------------------------------------- | ------ | --------------------------------------------------------- | ------ | ------------------------------------------------------- | ------ |
| K1         | Jana Dukátová                                                  | 97,59  | Corinna Kuhnle                                            | 101,68 | Urša Kragelj                                            | 101,99 |
| K1 Team    | DeutschlandMelanie Pfeifer Jasmin Schornberg Jennifer Bongardt | 136,20 | PolenJoanna Mędoń Małgorzata Milczarek Natalia Pacierpnik | 137,38 | SlowakeiJana Dukátová Dana Beňušová Gabriela Stacherová | 140,02 |

## Medaillenspiegel
| Platz  | Land                   | Gold | Silber | Bronze | Gesamt |
| ------ | ---------------------- | ---- | ------ | ------ | ------ |
| 1      | Slowakei               | 5    | 2      | 2      | 9      |
| 2      | Tschechien             | 1    | 2      | 1      | 4      |
| 3      | Polen                  | 1    | 2      | 0      | 3      |
| 4      | Slowenien              | 1    | 1      | 2      | 4      |
| 5      | Deutschland            | 1    | 1      | 0      | 2      |
| 6      | Österreich             | 0    | 1      | 0      | 1      |
| 7      | Frankreich             | 0    | 0      | 2      | 2      |
| 7      | Vereinigtes Königreich | 0    | 0      | 2      | 2      |
| Gesamt |                        | 9    | 9      | 9      | 27     |